# Bùi Tuấn (nhà Nguyễn)
Bùi Tuấn (1808-1872) là quan nhà Nguyễn trong lịch sử Việt Nam.

## Năm sinh và gia thế[1]
Theo gia phả họ Bùi ở làng Liên Bạt, huyện Ứng Hòa, Hà Nội do tổ tiên họ Bùi để lại cùng với các tài liệu sau:
- Đại Nam chính biên liệt truyện
- Người Hà Tây trong làng khoa bảng (Sở Văn hóa-Thông tin Hà Tây, 2001
- Huế, vài nét cố đô (Hội Nhà văn Huế, 1990)
- Báo Quan hệ quốc tế (số 31 tháng 5 năm 1992)
- Báo Quân đội Nhân dân (số 11071 ngày 31 tháng 3 năm 1992)
- Tạp chí Nghiên cứu lịch sử (sô 49, tháng 1 năm 1967
- Các tài liệu khác

thì Bùi Tuấn sinh năm Mậu Thìn (1808) niên hiệu Gia Long thứ chín
Tổ tiên họ Bùi ở Liên Bạt, theo gia phả, trước Bùi Tuấn mười đời vốn là nông dân, sinh sống đạm bạc và cần kiệm. Đến đời thứ mười là Bùi Đình Nhuận tự là Đoan Khiết và cụ bà là Tư Tường sinh ra Bùi Tuấn.

## Cuộc đời

### Thời trẻ
Từ tuổi ấu thơ, Bùi Tuấn đã chăm chỉ miệt mài đèn sách. Ông thường mang sách ra chùa làng học nhờ cho yên tĩnh.
Năm 17 tuổi, Bùi Tuấn thi đỗ sinh đồ những chật vật mãi, ba khóa tiếp vẫn chỉ đỗ được như thế.
Bùi Tuấn vẫn kiên trì dùi mài kinh sử. Đến năm Minh Mạng thứ 21 (1840), ông đỗ Giải nguyên. Ngay năm sau, ông đỗ đồng tiến sĩ xuất thân. Sau khi đỗ Tiến sĩ, ông lấy tên tự là Trạch, hiệu là Khắc Trai.

### Sự nghiệp

#### Hoạn lộ
Trong thời gian từ 1841-1858, Bùi Tuấn làm nhiều chức vụ trong triều đình nhà Nguyễn.
Từ năm 1858, ông bắt đầu thực hiện công việc quốc gia ở các tỉnh phía Bắc.
Tháng 3 năm 1869, Đề đốc Phùng Tử Tài, người nhà Thanh, đem đại binh ra cửa ải Nam Quan để hợp với quân ta để tiễu phỉ. Quân nhà Nguyễn được điều động với số lượng rất lớn mà dân công vận tải lương thực, vũ khí có hạn. Tổng đốc Vũ Trọng Bình xin triều đình lấy dân phu các hạt, tỉnh miền Bắc giải hộ mỗi tháng thay đổi một lần, tức là thay phiên. Giải pháp này xem ra chưa phải là thượng sách.
Trước tình hình đó, Bùi Tuấn đã dân sớ tấu vua:
| “ | ’Nếu bắt dân tỉnh Bắc lên tỉnh Lạng để phụ giải e sẽ tốn kém nhiều. Huống chi đem dân Trung Châu làm việc nơi biến chướng thiết tưởng dân tình sẽ mắc mớ, sinh nhiều việc. Nên trích lấy quân đóng ở đao quân thứ ở tinh Lạng vận tải lên | ” |

Tự Đức đồng ý. Sáng kiến trên đã đỡ cho 8000 dân công Nam Định, Hải Dương, Hà Nội, Hưng Yên, Bắc Ninh đỡ vất vả. Đó là một hành động vì nước thương dân của Bùi Tuấn.

#### Đánh dẹp
Đầu mục thổ phỉ Trung Quốc tên Ngô Côn xuất đồ đảng tiến xuống sông Hồng, vây thành Bắc Ninh. Bùi Tuấn đã chỉ huy quân đánh trả. Khi thám báo của ta phát hiện chỗ đóng quân của Ngô Côn, Bùi Tuấn đã cho thần công (dân gian gọi là ông Ầm) bắn vào cho giặc đóng. Ngô Côn trúng đạn chết tại trận. Đồ đảng tan rã rút về biên giới Việt-Trung.
Năm Canh Ngọ (1870), quân nổi dậy từ biên giới do bè đảng của Tô Tú kéo về đánh úp thành Lạng Sơn. Triều đình Huế điều Tổng đốc Vũ Trọng Bình, Tuần phủ Lạng Sơn là Đắc Khoái dưới quyền chỉ huy của Tổng đốc Ninh-Thái Bùi Tuấn dẹp. "Quân ta bắt được hai tướng giặc là Phó đề đốc Đỗ Chuyên và Nguyễn Nhiếp đem xử tại trân để uy hiếp địch" (Báo Quân đội Nhân dân số ra ngày 21 tháng 3 năm 1992).

### Qua đời
Tháng 2 năm Nhâm Thân (1872) do lao tâm trí lực, ở tuổi 64, Bùi Tuấn xin cáo quan về hưu. Triều đình Huế còn do dự thì 1 tháng sau ông qua đời vào ngày 1 tháng 3 âm lịch, tức là ngày 8 tháng 4 tại nhiệm sở.
Nghe tin ông mất, vua Tự Đức và các quan trong triều đình xúc động, thương tiếc. Bản dụ của Tự Đức có viết:
| “ | ’Tự Đức năm thứ 25, tháng 3 ngày 16. Chư thần là Nguyễn Tri Phương, Nguyễn Chính, Trần Tuyển vâng lệnh thảo đạo dụ. Căn cứ vào tờ trình của Phạm Thận Duật, nguyên Tổng đốc Ninh-Thái về trường hợp Bùi Tuấn lâm bệnh mất. Nhà vua tỏ lòng vô cùng thương tiếc một viên quan nổi tiếng ở hạt Bắc Ninh trong chiến đấu dẹp giặc và điều hành mọi việc. Viên Tổng đốc này từ ngày nhận các công việc khó khăn đã được trên 3 năm, có kế sách phòng thủ, luôn lo lắng việc quân. Nên khi giặc vây hãm đã đủ sức bảo vệ thành, chờ quân viện, hiệp đồng với đại quân để đánh giặc. Phàm mọi việc khẩn cấp trong quân sự Bùi Tuấn đều tỏ rõ tài năng ứng phí, không để lỡ thời cơ. Tuy chưa đánh tan hẳn giặc song đã tỏ rõ năng lực đảm bảo phòng thủ. Viên Tổng đốc này đã không phụ lòng tin cậy của Thánh thượng. Vì công lao đó nên được phong làm Tổng đốc. Nhà người là một phương tướng làm giảm nỗi lo của Trẫm với phương Bắc. Công việc còn dở dang, nhà ngươi lâm bệnh những vẫn mang bệnh làm nhiệm vụ đến lúc chưa kịp rời nhiệm vụ đã bị mất. Thánh thượng thương tiếc, truy tăng hàm Thái tử thiếu bảo theo luật định. Cấp tiền một nghìn quan để lo hậu sự cho Tổng đốc. Nay cắt cử quân thủy lục của tỉnh Bắc để hộ tống linh cữu của Tổng đốc về nguyên quán. Lệnh cho phiên thần ở Hà Nôi lập một đàn tế, thắp hương dọc đường...Khâm tai | ” |

Theo sắc dụ của vua Tự Đức, linh cữu của Bùi Tuấn được đưa về quâ hương ông ở Liên Bạt, lúc đó thuộc tỉnh Hà Nôi. Mộ ông được đặt tại cánh đồng ngô. So với các lăng mộ thời trước, mộ vị Tổng đốc được truy tặng Thái tử Thiên bảo này thật giản dị: Không có voi chầu, ngựa phục, lính canh,... Phần mộ chỉ xây gạch cao 0,4 mét so với mặt ruộng. Mộ ông chỉ khác mộ dân thường cách đó không xa là phía trước mộ cá nhà bia. Nhà bia xây vuông 4 mét*4 mét, cao 6 mét băng gạch nung, cuốn vòm hai tần tám mái. Phần cổ diêm nhà bia khác chữ Hán ca ngợi thân thế, sự nghiệp của Bùi Tuấn.

## Nghi vấn[6]
Theo Đại Nam liệt truyện, không có ghi chép nào của các sử quan triều Nguyễn chép ông với các cuộc khởi nghĩa nông dân.
Theo nhà sử học Hoa Bằng trong chuyện luận "Chống nhà nước phong kiến dưới triều Nguyễn", đăng trên tạp chí nghiên cứu lịch sử (tháng 1 năm 1967) thì ở Thái Nguyên có Lê Văn Thành và Doãn Văn Đắc khởi binh. Ở Bắc Ninh có Nguyễn Văn và Lê Nghiêm cử sự. Tiếp đó có bọn giặc Tàu Tam Đường và giặc Tàu Hoàng Sùng Anh, bọn chúng đều khởi sự vào năm Tân Hợi (1851), Tân Dậu (1861) và Ất Sửu (1865) là những năm cũng có các cuộc khởi nghĩa trên. Lúc này Bùi Tuần vẫn giữ vị trí quan văn ở triều đình và vừa đến Ninh-Thái nhận chức.
Các cuộc khởi nghĩa của Cai Vàng (1862-1864) nổi lên rất ác liệt ở vùng núi rừng Yên Thế, đánh sang Bắc Ninh và Tuyên Quang. Triều đình phải cử nhiều viên tướng đến đàn áp. Đó là Trương Quốc Dụng, Lê Xuân. Theo Hoa Bằng, trận cuối cùng của đội quân Cai Vàng thất bại dưới tay của Đội Hến. Đó là tháng 8 năm Quý Hợi (1863). Vợ của Cai Vàng tiếp tục lãng đạo nghĩa quân thêm một năm, rồi khởi nghĩa tan rã. Đó là lúc Bùi Tuấn đến nhận chức quyền chưởng Ninh-Thái Tổng đốc quan phòng. Ông không tham gia đàn áp cuộc khởi nghĩa này.

## Ca ngợi[7]

### Đại Nam chính biên liệt truyện
Trong Nhị thập và Tam thập tam quyển của bộ sử này có viết: 
| “ | ’Tự Đức, năm thứ 15, Bùi Tuấn làm tả tham tri bộ binh. Năm thứ 22 được làm Hộ lý tuần phủ, Tổng đốc Ninh-Thái. Bùi Tuấn đã nhiều năm dẹp giặc ở biên cương Tây Bắc. Lúc đó ở Bắc Ninh có bọn giặc Ngô Côn, đem đồ đảng đến đánh tỉnh thành. Thế giặc lúc đó cực kỳ hung hãn. Trong thành chỉ còn lại hơn 300 quân lính, tình thế nguy ngập. Bùi Tuấn đã gấp rút rh]cj thi các biện pháp giữ thành, ra lệnh cho cư dân ngoài phố phải vào ở trong thành, chọn những người khỏe mạnh bổ sung vào quân của triều đình. Khi giặc vây thành, Bùi Tuấn đã ngày đêm ở trên mặt thành dốc thúc binh lính chống cự và dùng đại bác bắn phá vào nơi linh địch tập trung động. Tên Ngô Côn trúng đạn chết. Tuần còn tuyển dụng những người dũng cảm để tổ chức tác chiến phối hợp với quân viện của Ông Ích Khiêm, hợp sức trong ngoài phá giặc, đã chém hàng ngàn đầu giặc, do đó vòng vây đã được giải. Sau đó đã hợp đồng với đai binh phá sạch giặc. Tất cả nhu yếu phẩm, lượng thực, thực phẩm đều được chuẩn bị từ trước, không phiền hà dân chúng. Ngoài ra còn phối hợp với quân của Phùng Tử Tài trong chiến đấu. Năm thứ 25, Bùi Tuấn được phong làm Tổng. Trong nhiều năm gian khổ chiến đấu nên mang bệnh. Thuộc thang không khỏi, mất năm 64 tuổi khi đăng chức. Bùi Tuấn vốn có tài thao lược, nhiều năm làm nhiệm vụ ở những nơi khó khăn, đã cố gắng làm hết trách nhiệm của mình | ” |

### Bài văn bia ở quê nhà
Bài văn bia này do Dương Lâm và Lê Đăng Nẫm. Một đoạn được viết như sau:
| “ | ’Tướng công đã đỗ đầu khoa thi Hương và đỗ Tiến sĩ cập đệ. Tướng công làm quan trong triều hơn 30 năm Dụ chỉ của nhà vua cũng nêu lòng thương tiếc và ghi công hai lần tướng công đi dẹp giặc Tướng công thật đã không hổ thẹn là bậc hình thần đã có công lao vất vả ở ngoài cõi cho đến tận lúc mất đi. Nay viết văn này để công bố cho mọi người đều biết. Công lao ở trong triều, sự nghiệp ngoài biên ải, niềm mến yêu trong lòng dân, nỗi thương tiếc trong nhân sĩ đâu phải là ý riêng của một nhà | ” |

## Biên niên sử[8]
| Triều vua | Năm dương lịch | Sự kiện                                                                                               |
| --------- | -------------- | --- |
| Gia Long  | 1808           | Ra đời                                                                                                |
| Minh Mạng | 1825           | Đỗ sinh đồ                                                                                            |
| Minh Mạng | 1828           | Đỗ sinh đồ                                                                                            |
| Minh Mạng | 1831           | Đỗ sinh đồ                                                                                            |
| Minh Mạng | 1837           | Đỗ sinh đồ                                                                                            |
| Minh Mạng | 1840           | Đỗ Giải nguyên                                                                                        |
| Thiệu Trị | 1841           | Đỗ đồng tiến sĩ xuất thân                                                                             |
| Thiệu Trị | 1841           | Được bổ làm biên tu Hàn lâm viện                                                                      |
| Thiệu Trị | 1842           | Ủy viên ban khánh tiết của triều đình                                                                 |
| Thiệu Trị | 1846           | Tri phủ Thọ Xuân                                                                                      |
| Thiệu Trị | 1847           | Khoa đạo viên ngoại lang                                                                              |
| Thiệu Trị | 1847           | Binh bộ khảo công ty viên ngoại lang                                                                  |
| Tự Đức    | 1848           | Phân khảo trường thi Hương Nam Định                                                                   |
| Tự Đức    | 1849           | Tập hiền viên thị tộc                                                                                 |
| Tự Đức    | 1850           | Thị giảng học sĩ, chủ khảo trường thi Hương Nghệ An                                                   |
| Tự Đức    | 1851           | Chấp sự bồi tự kỳ lễ cuân thu tại Phú Xuân                                                            |
| Tự Đức    | 1851-1854      | Chịu tang cha                                                                                         |
| Tự Đức    | 1854           | Thị độc học sĩ, lục bộ lamg trung                                                                     |
| Tự Đức    | 1855           | Giám khảo thi Hương tại kinh đô Huế                                                                   |
| Tự Đức    | 1855           | Soạn sách Vịnh sử phú                                                                                 |
| Tự Đức    | 1858           | Tổng đốc Sơn Tây. Được thưởng một đồng Phi long đại kim tiền vì có công chỉ đạo làm đê kiên cố        |
| Tự Đức    | 1859           | Quang Lộc Tự khanh, Bố chánh sứ tỉnh Bắc Ninh                                                         |
| Tự Đức    | 1860           | Quyền trưởng Ninh-Thái tổng đốc quan phòng                                                            |
| Tự Đức    | 1865           | Được thưởng Tử kim khánh có khắc bốn chữ "Liêm bình cần cán"                                          |
| Tự Đức    | 3-1868         | Tổng đốc Ninh-Thái (Bắc Ninh-Thái Nguyên)                                                             |
| Tự Đức    | 6-1869         | Sáng kiến tải lương                                                                                   |
| Tự Đức    | 7-1869         | Diệt Ngô Côn. Phố hơp với Phùng Tử Tài tiễu phỉ. Sai Tần lý Ông Ích Khiêm phối hợp giữ thành Bắc Ninh |
| Tự Đức    | 1870           | Tháng 5 dẹp xong Tô Tú. Về quê                                                                        |
| Tự Đức    | 1871           | Ốm nặng                                                                                               |
| Tự Đức    | 1872           | Mất                                                                                                   |

## Con cháu
Bùi Tuấn là người khai khoa của dòng họ Bùi ở Liên Bạt. Con cháu ông nối tiếp nghiệp Nho có:
- Tiến sĩ Bùi Đặng Thuận
- Tú tài Bùi Bằng Phấn
- Cử nhân Bùi Bằng Đoàn

## Nhận định
Sinh ra, lớn lên và phục vụ trong 4 đời vua nhà Nguyễn, lúc thịnh, lúc suy lại bị giặc ngoại xâm đô hộ. Cuộc đời của Bùi Tuấn thật vất vả, gian nan. Nhưng Bùi Tuấn xứng đáng là một sĩ phu xứng đáng được người đời tôn trọng, một ngôi sao sáng của dòng họ Bùi và của cả sĩ phu thời Nguyễn. 